# Franc Žigon
Franc Leopold Žigon, slovenski rimskokatoliški duhovnik, teolog in filozof, predavatelj na goriškem bogoslovju,  * 12. november 1863, Ajdovščina, † 21. maj 1936, Gorica.

## Življenje in delo
Rodil se je očetu krojaču Petru in materi Uršuli (rojeni Repič). Po gimnaziji in študiju bogoslovja v Gorici je bil 1887 posvečen v duhovnika. Nato je do 1890 kaplanoval v Gorici. Kot gojenec Avguštineja je 1890/1891 študiral teologijo na dunajski univerzi, 1892 dosegel doktorat z disertacijo Quaestiones introductoriae in epistolas S. Pauli. V letih 1891–1902 je supliral osnovno bogoslovje in dogmatiko v goriškem bogoslovju, kjer je bil tudi študijski prefekt, knjižničar in ekonom. Po ustanovitvi katedre za filozofijo in osnovno bogoslovje na tem zavodu je oboje kot profesor predaval do upokojitve. Bil je tudi prosinodalni eksaminator za župnijske izpite, cenzor knjig in branilec zakonske vezi pri cerkvenem sodišču. V letih 1915–1918 je s škofom Sedejem in celotnim bogoslovjem prebil begunstvo v Stični, kjer so nadaljevali s poukom. Po koncu vojne se je vrnil v Gorico. Prejel je naslova častni konzistorialni svetnik in častni kanonik.